# Edgewood (Washington)
Pour les articles homonymes, voir Edgewood.
Edgewood est une ville du comté de Pierce dans l'état de Washington.

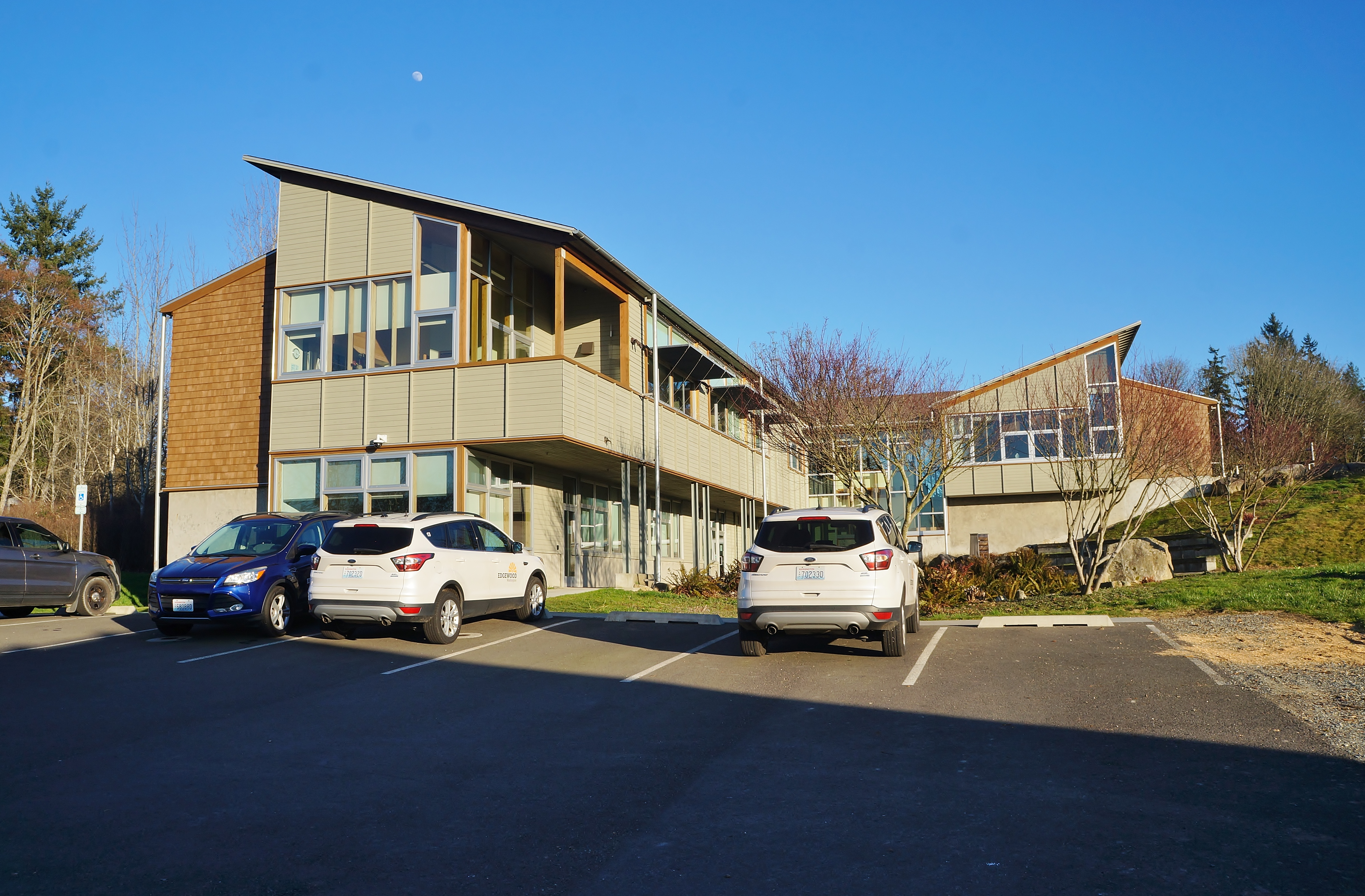
Mairie d'Edgewood

Sa population était de 9 387 habitants en 2010.